# Strigamia filicornis
Strigamia filicornis är en mångfotingart som beskrevs av Charles Thorold Wood 1862. Strigamia filicornis ingår i släktet Strigamia och familjen spoljordkrypare.
Artens utbredningsområde är Costa Rica. Inga underarter finns listade i Catalogue of Life.